# Euphronarcha coundularia
Euphronarcha coundularia är en fjärilsart som beskrevs av Max Joseph Bastelberger 1907. Euphronarcha coundularia ingår i släktet Euphronarcha och familjen mätare. Inga underarter finns listade i Catalogue of Life.